# لا يونيون (كولومبيا)
لا يونيون هي مدينة من مدن كولومبيا. يبلغ ارتفاع المدينة عن سطح البحر قرابة 2500 متر.

## أعلام
- ايفرتون كيمبس دوس سانتوس غونسالفيس
- كليبر سانتانا
- لويس كارلوس أرياس
- جولييان كاردونا
- خوان فيليبي أوسوريو